# Quartier Sud-Gare
Pour les articles homonymes, voir Quartier Gare Sud.
Le quartier Sud-Gare est un des douze quartiers administratifs de Rennes. Néanmoins, comme pour tous les quartiers de Rennes, il est subdivisé en plusieurs sous-quartiers : Sainte-Thérèse - Quineleu, Villeneuve, La Madeleine, La Binquenais.

## Situation
|                                          | Rennes, quartier Centre    | Rennes, quartier Saint-Hélier - Alphonse Guérin |
| Rennes, quartier Cleunay - Arsenal-Redon | quartier Sud-Gare          | La Pommeraie                                    |
| Saint-Jacques-de-la-Lande                | Rennes, quartier Bréquigny | Rennes, quartier Le Blosne                      |

## Sainte-Thérèse - Quineleu
Sainte-Thérèse est un vaste quartier résidentiel, situé au sud de la gare et à l'est de la rue de l'Alma. Sa construction de logements individuels avec jardins privatifs date de la première moitié du XXe siècle, autour de l'église Sainte-Thérèse. Le nord du quartier est bordé par la rue de Quineleu, qui donne son nom complet au quartier, et par la rue Pierre Martin qui la prolonge à l'est. La rue de Quineleu était historiquement reliée à la place de la gare, plus précisément à l'emplacement de l'actuelle gare routière par une longue passerelle au dessus des infrastructures ferroviaires. Aujourd'hui, ce secteur est en mutation dans le cadre du projet EuroRennes.
Le plus ancien édifice du quartier n'est autre que le centre pénitentiaire pour femmes de Rennes, plus communément appelé Prison des Femmes. Le bâtiment principal, de forme hexagonale avec une imposante fontaine en son centre, est très singulier sur les vues aériennes de la ville, s'inscrivant lui-même dans un vaste carré entre les rues de Châtillon à l'est et au nord, Ginguené au sud, et de l'Alma à l'ouest. Construit à partir de 1863, cet emplacement est choisi pour sa proximité avec la gare, pour maintenir un lien social entre les familles et les détenues, celles-ci pouvant venir de toute la France. La prison a été la première construction au sud de la voie ferrée, devenant ainsi le point de départ de formation du quartier. C'est à cette période qu'est aménagé le pont de l'Alma, pour relier la route de Châtillon au centre-ville. De nos jours, cette immense parcelle située à deux pas de la gare suscite régulièrement des suggestions de reconversion du site et de déménagement du centre pénitentiaire.
La rue de l'Alma, qui sépare le quartier Sainte-Thérèse du quartier Villeneuve, subit actuellement elle aussi une profonde restructuration : la ZAC de la rue de l'Alma prévoit la construction de 380 logements, 5 000 m2 de surfaces commerciales, une crèche multi-accueil de 60 places, l'aménagement de la place Jacques-Cartier, face au métro avec des commerces et une supérette, la réalisation du jardin de la Boulais entre la rue de l’Alma et la rue de la Boulais. L'autre opération d'urbanisme qu'il convient de signaler concerne l'autre extrémité du quartier, à l'est, à l'angle des rues Pierre Martin et Saint-Hélier où la fermeture d'une ancienne brasserie a permis une reconversion du site, tout en maintenant quelques éléments du patrimoine industriel du quartier. C'est également à cet endroit qu'est située une autre implantation majeure du quartier, la clinique Saint-Yves (spécialisée dans les réadaptations digestives, nutritionnelles et cardio-vasculaire) ainsi que le monastère qui lui est accolé, rue Adolphe Leray.
Sainte-Thérèse est un quartier également connu pour son marché hebdomadaire, un des plus importants de la ville, qui a lieu le mercredi matin et se déroule place du Souvenir.
Outre la gare, Sainte-Thérèse est desservi par la ligne 12 sur le boulevard Jacques Cartier où elle est jointe par la ligne C3 sur la rue de l'Alma
Le nord du quartier est concerné par le projet EuroRennes - qui comprend notamment dans son périmètre la prison des Femmes et le technicentre de Rennes - et plus particulièrement par l’îlot Féval, à l'extrême nord-ouest du quartier où est prévue la tour Féval, haute de 88 mètres environ.

### Commerces et équipements
- Station de métro Jacques Cartier
- Prison des Femmes
- Parking Sud Gare
- Collège et lycée Sainte-Thérèse
- Collège Les Ormeaux
- Clinique Saint-Yves
- Square Édouard Hériot
- Jardin des Ormeaux
- Carrefour City Rennes Alma
- Crèche Loris Malaguzzi
- Clinique Saint-Yves

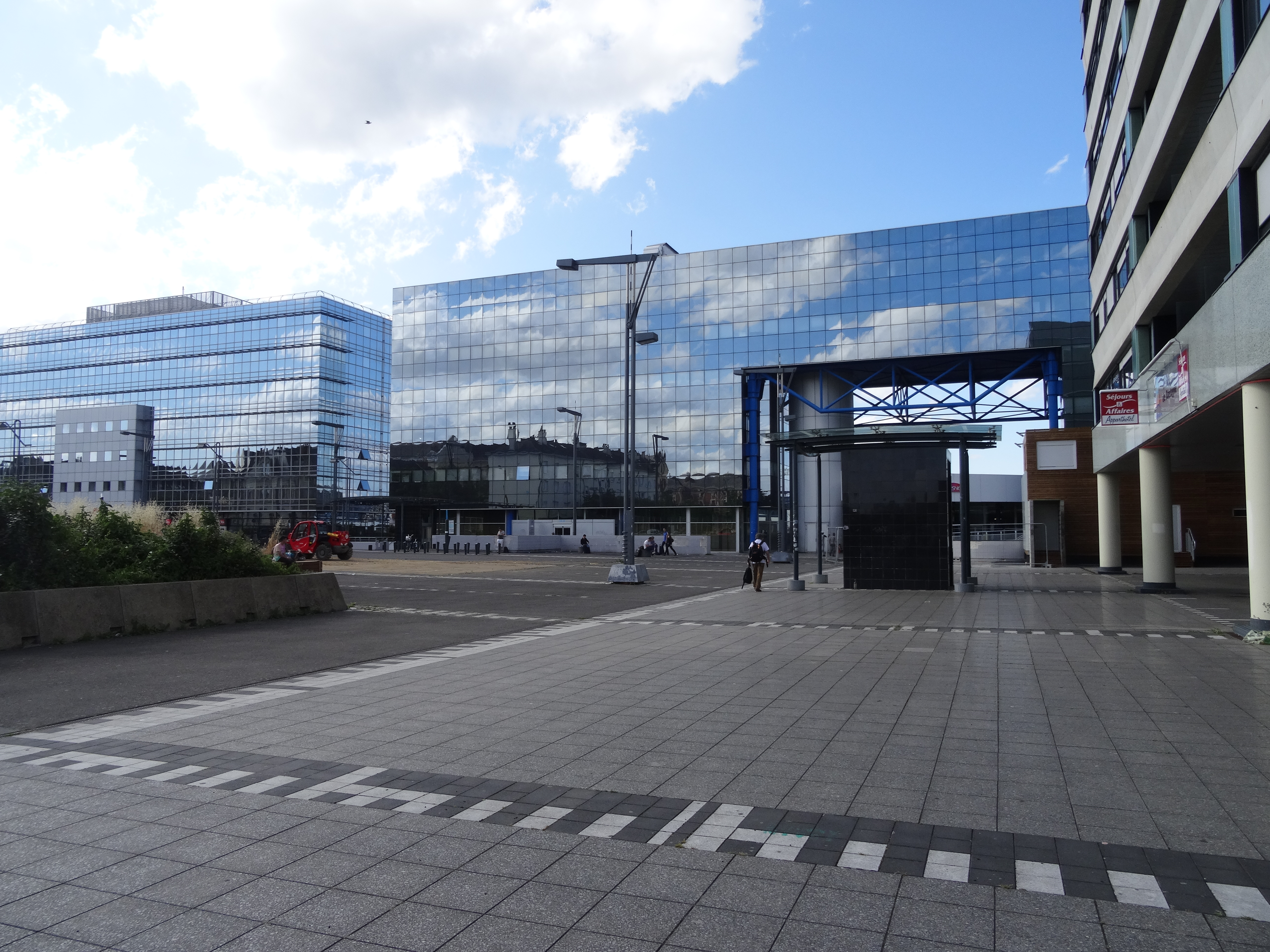
L'esplanade Fuglence Bienvenüe, accès sud de la gare
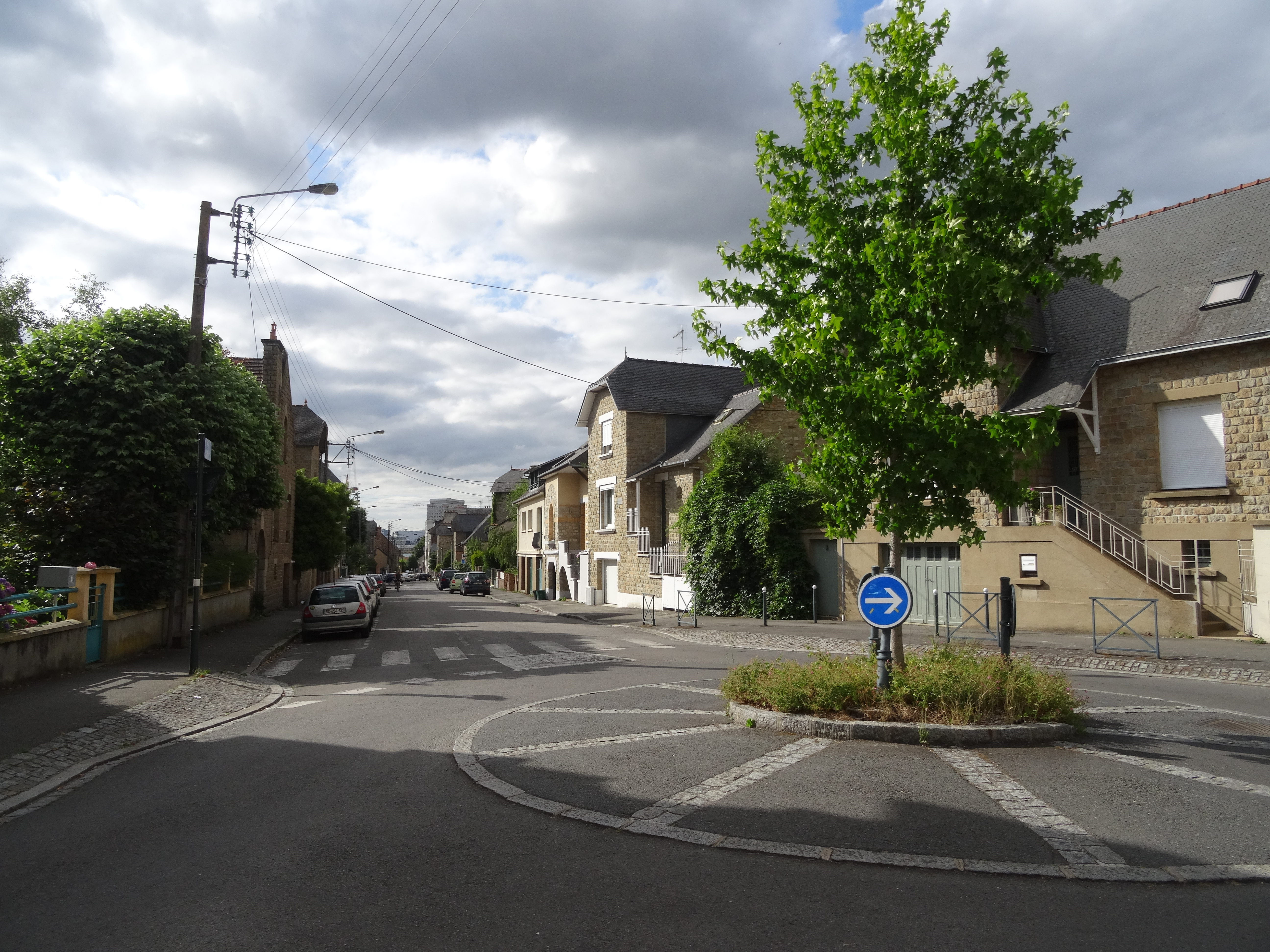
Rue de Riaval, urbanisme typique du quartier
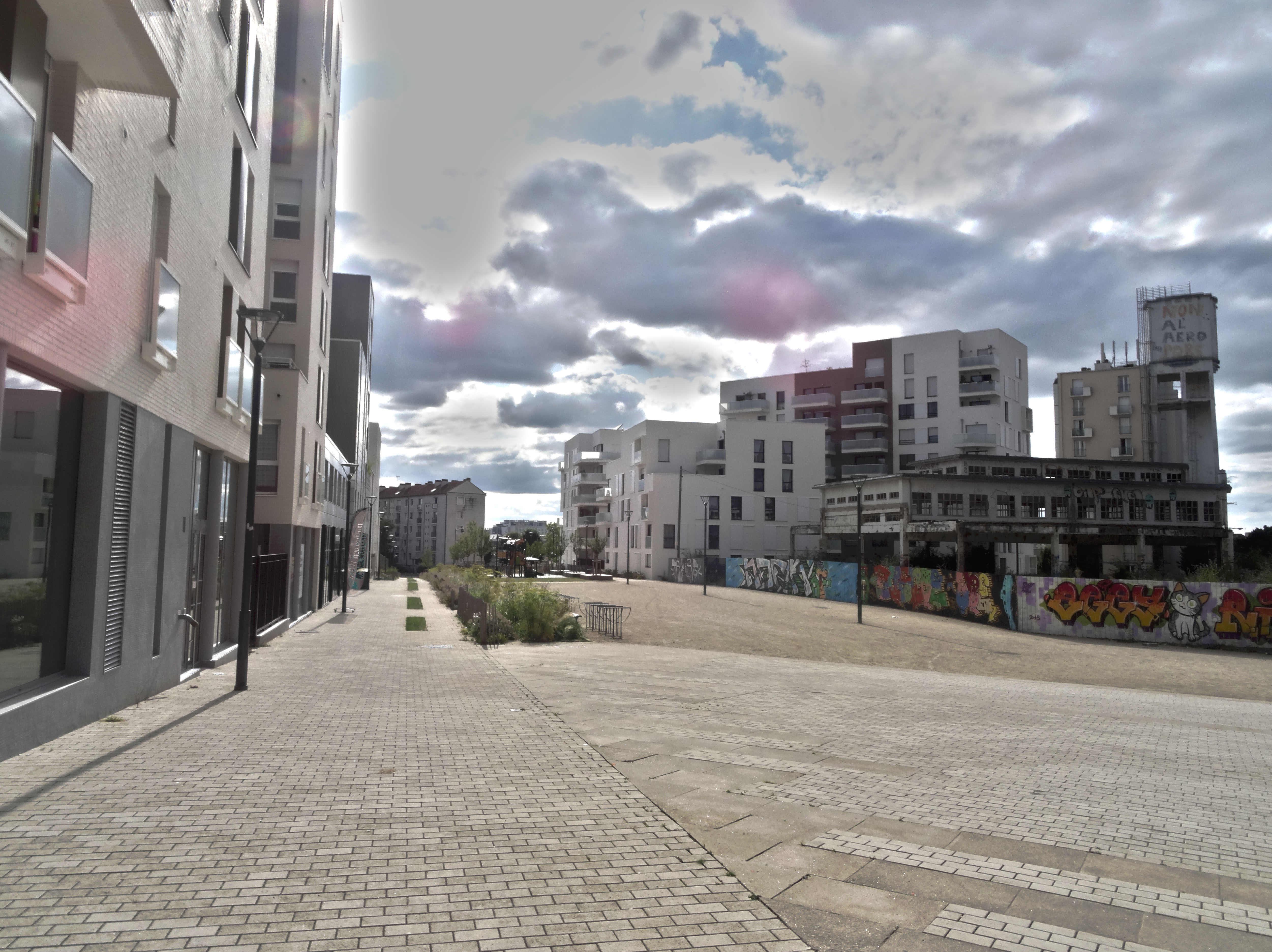
La ZAC Saint-Hélier et l'ancienne brasserie

### Voies principales
- rue Bigot de Préameneu
- place Bir-Hakeim
- rue de Châtillon
- rue Pierre Martin
- rue de Quineleu
- rue de Riaval
- place du Souvenir
- place Thérèse Pierre

## Villeneuve
Le quartier Villeneuve, autour de l'église des Sacrés-Cœurs, est un faubourg résidentiel avec un bâti de type début du XXe siècle avec une construction en pierres et briques apparentes en façade. Ce quartier essentiellement de maisons individuelles avec pignon sur rue se reconstruit sur lui-même dans ce même type architectural. Il y a également quelques immeubles épars de trois ou quatre étages qui datent des années 1970. La restructuration de la rue de l'Alma conduit à une forme architecturale nouvelle avec de plus gros bâtiments (quatre à cinq étages) de type moderne en béton. On distingue la ZAC Rabelais-Rouault qui prévoit 167 logements, un établissement d’hébergement pour personnes âgées dépendantes de 75 places, 460 m2 de commerces en rez-de-chaussée des immeubles, une salle de quartier d’environ 100 m2, le jardin Albert-Renouf : passage public paysager reliant la rue Rabelais et la rue de l’Alma.
Villeneuve est desservie par la ligne C3 sur le boulevard Jacques Cartier où elle est jointe par la ligne 12 sur la rue de l'Alma.

### Commerces et équipements
- Station de métro Jacques Cartier
- Square de Villeneuve
- Jardin Albert-Renouf
- Crèche Alain Bouchard
- Ancienne prison Jacques-Cartier
- Groupe scolaire Villeneuve
- École Saint-Joseph
- Cercle Paul Bert Ginguené
- La maison des Ateliers (EHPAD)

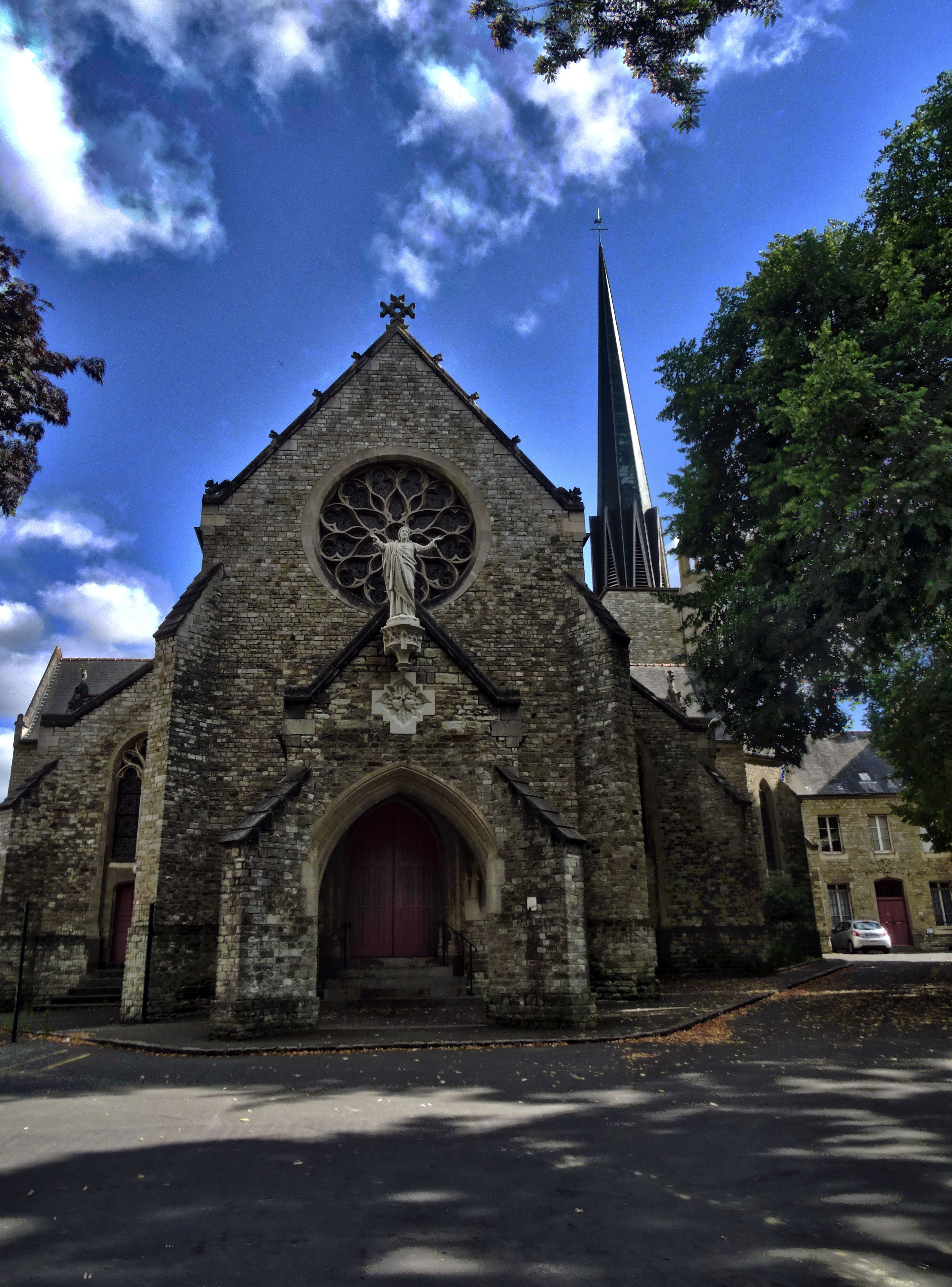
Église des Sacré-Cœurs
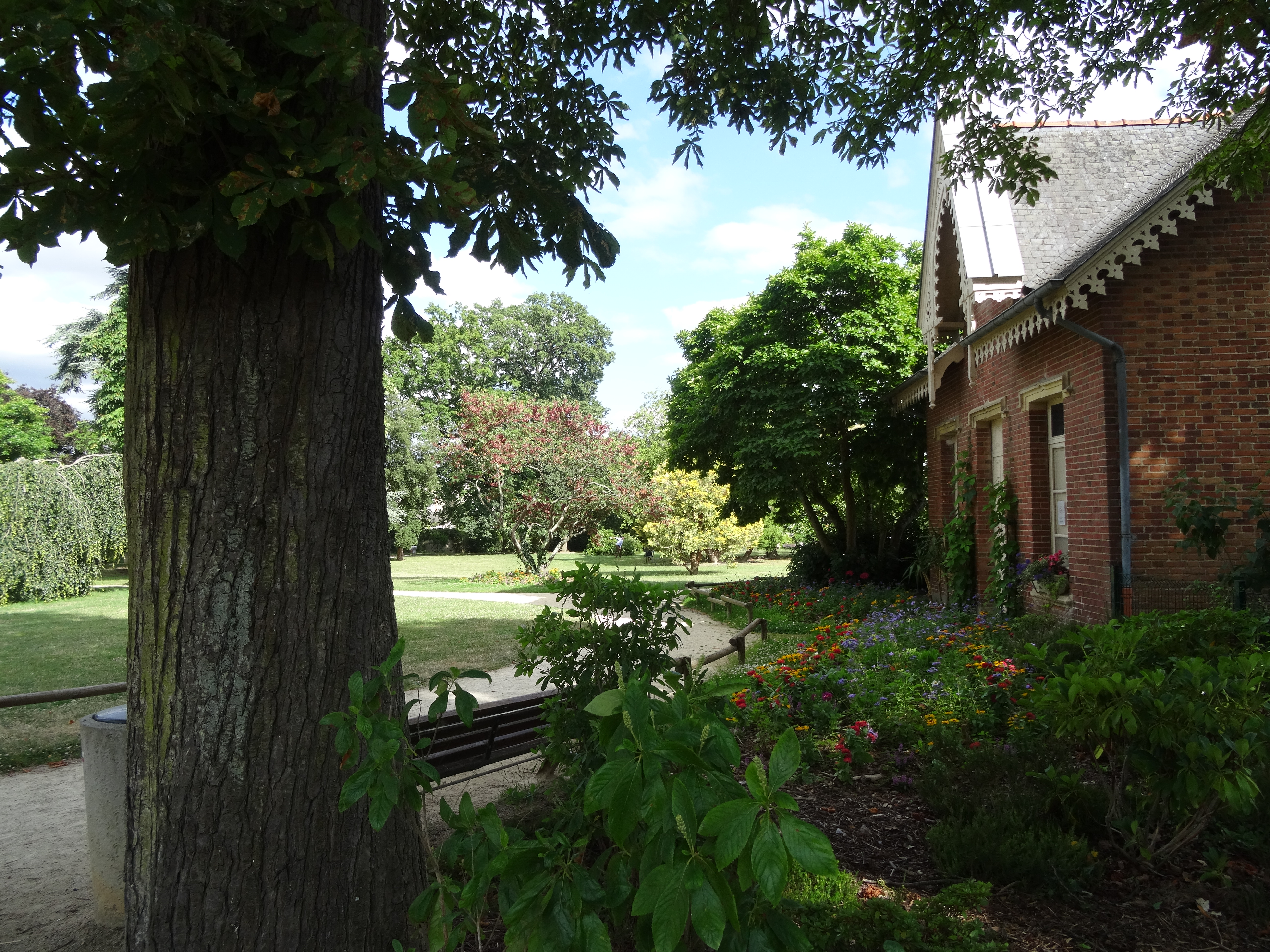
Square de Villeneuve
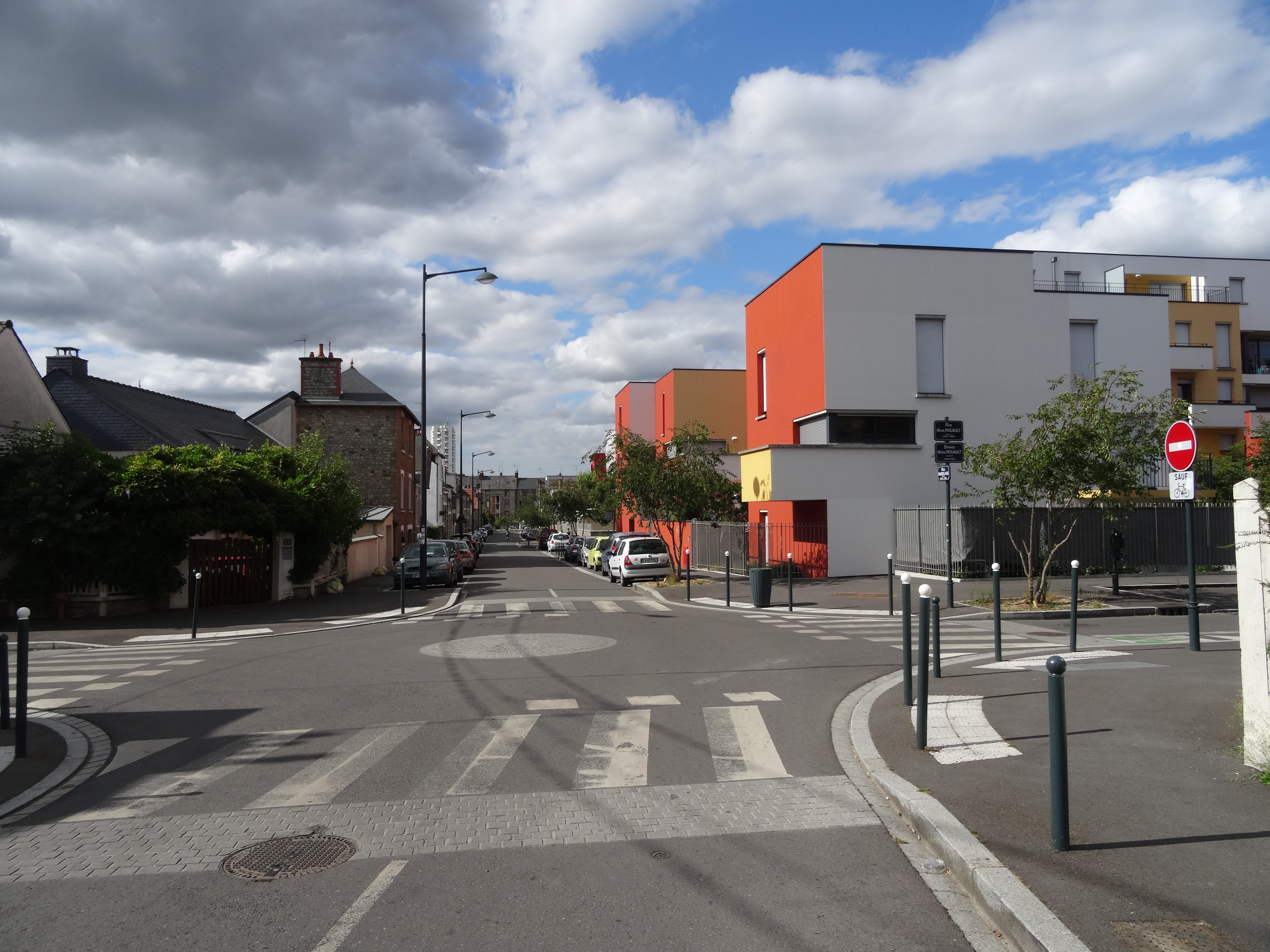
Des formes d'habitat traditionnelles et contemporaines
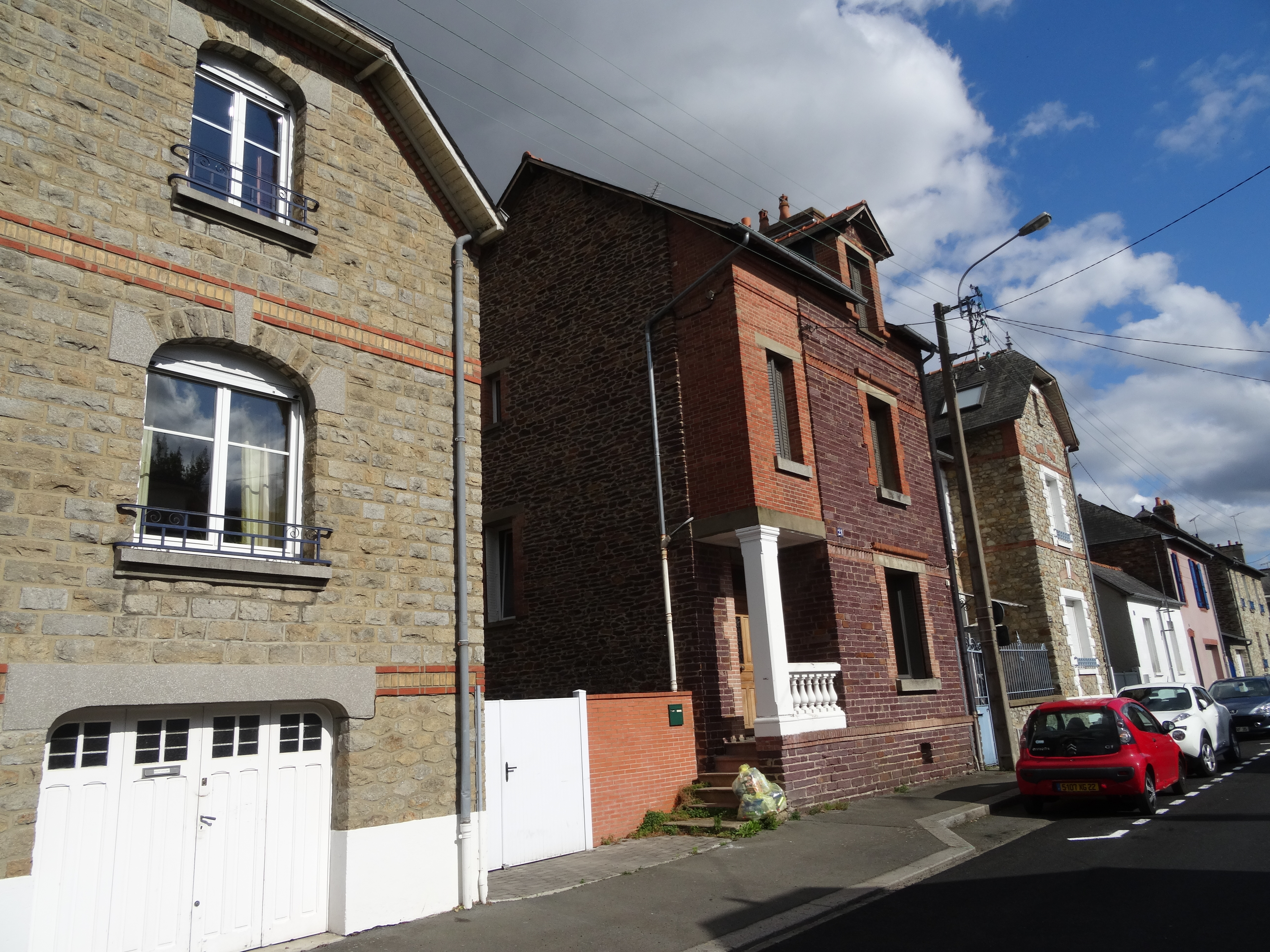
Maisons typiques du quartier

### Monuments
- Ancien cinéma Le Villeneuve [1],[2]
- Abreuvoir du Couvent des Visitandines du Colombier[3]

### Voies principales
- rue de l'Alma
- rue Ginguené
- boulevard Jacques-Cartier
- rue Paul Féval
- rue Rabelais

## La Madeleine
C'est une zone bâtie de même architecture que Sainte-Thérèse et Villeneuve, beaucoup de petits bâtiments à façade en schiste. Il comprend notamment le Foyer Rennais, une cité jardin construite dans la première partie du XXe siècle reconnue pour son architecture.  Le quartier été historiquement scindé en deux lors du percement du boulevard Georges Pompidou, une pénétrante se raccordant sur la rue de Nantes. On trouve donc un front urbain peu homogène, alternant différentes époques et différents fonctions. Autant de maux auxquels vise à remédier la ZAC Madeleine, une opération concentrée près du pont de Nantes, au nord du quartier, qui vise à repenser le secteur pour y accueillir 400 logements, 400 m2 de commerces, un espace vert central, une liaison mode doux vers La Courrouze et enfin une reconfiguration ponctuelle du boulevard, pour en faciliter la traversée. Cette opération sera rendue possible à la suite de la destruction d'un vaste site industriel en 2016, à proximité du pont de Nantes qui a libéré une parcelle importante pour repenser ce quartier.
Le quartier est desservi par la ligne C5 sur le boulevard Georges Pompidou et la rue de Nantes.

### Commerces et équipements
- Collège et lycée Sainte-Geneviève
- Foyer Rennais
- Groupe scolaire Mauconseil

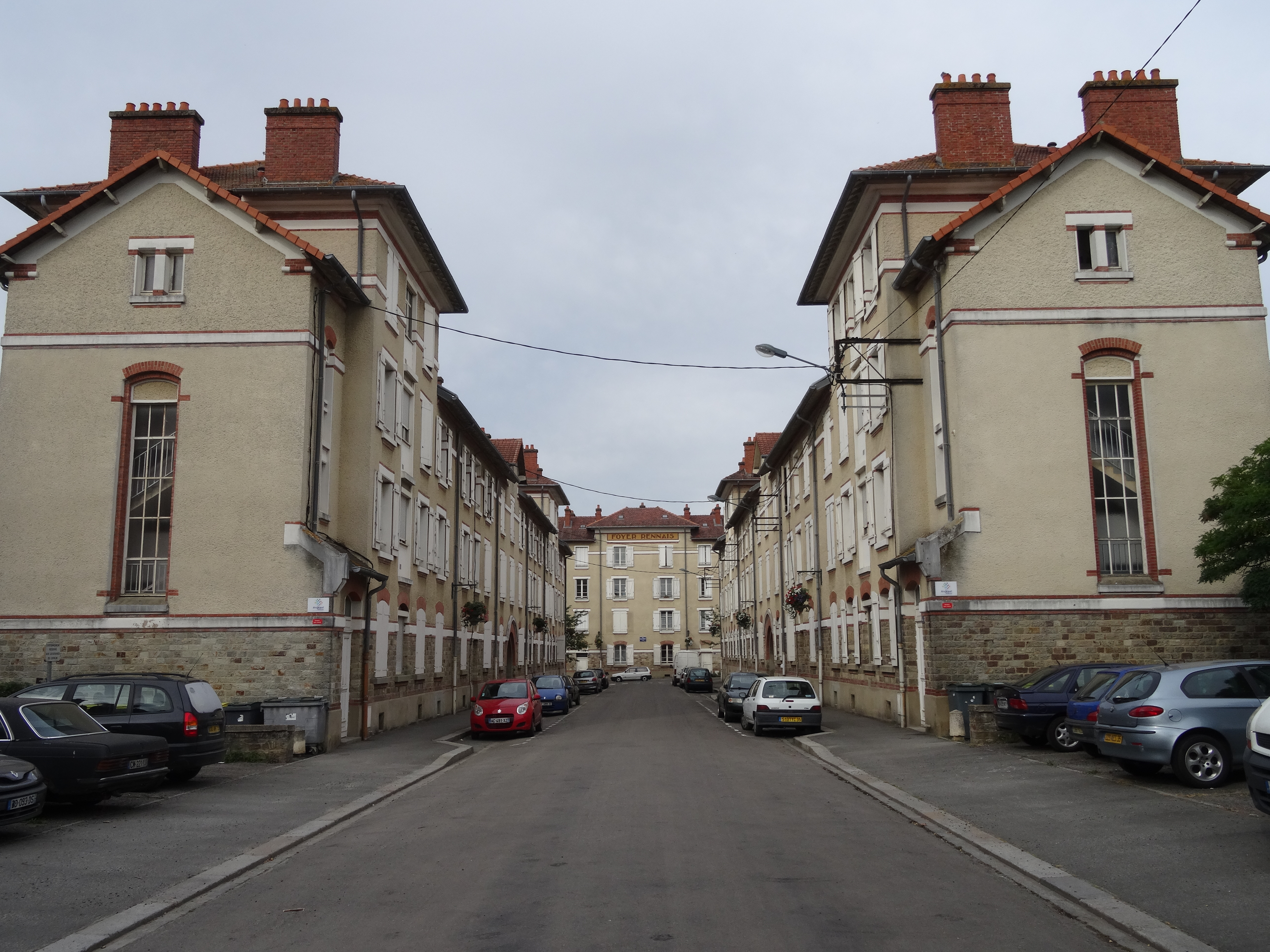
Rue de la Paix
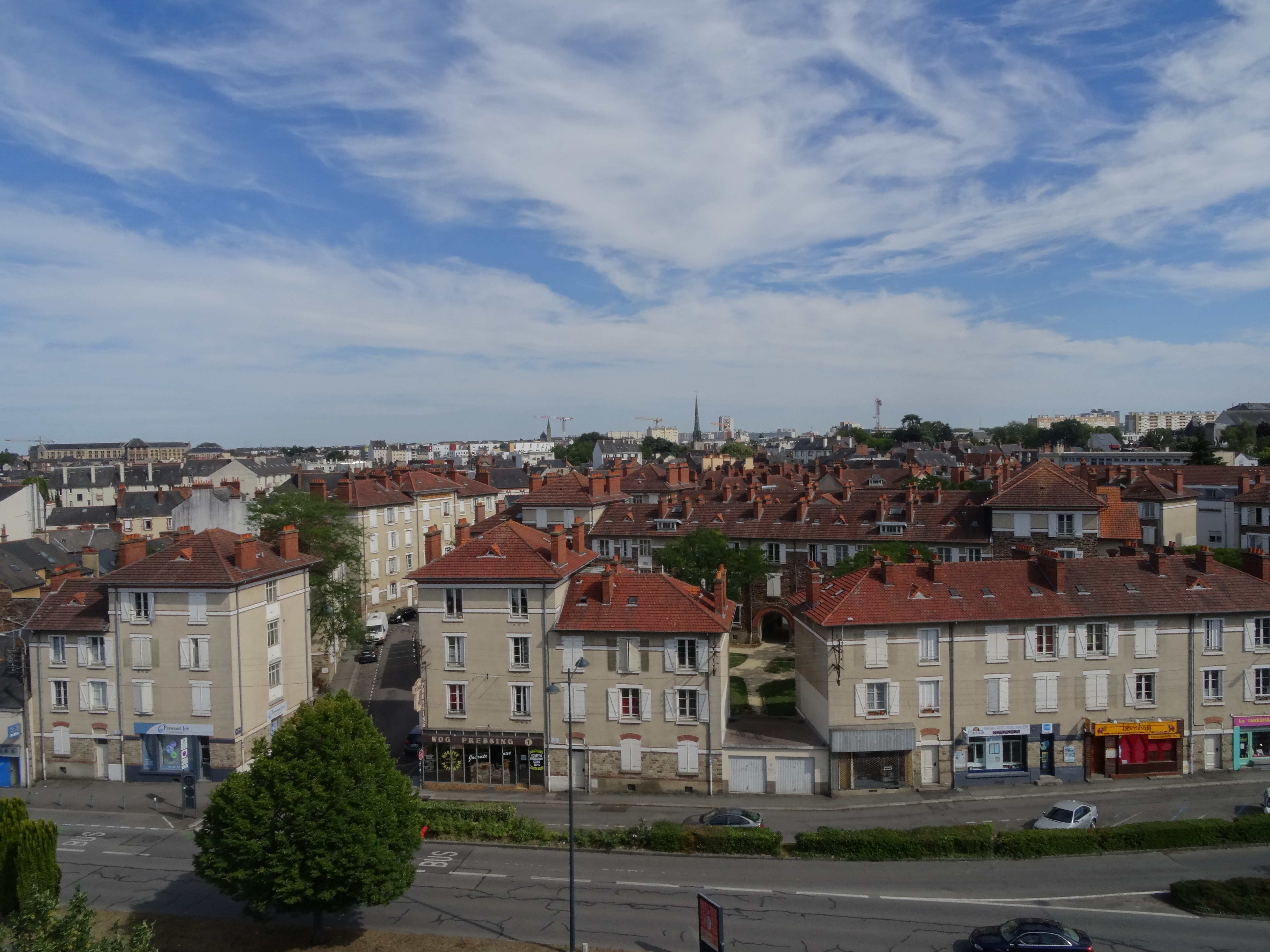
Le Foyer Rennais
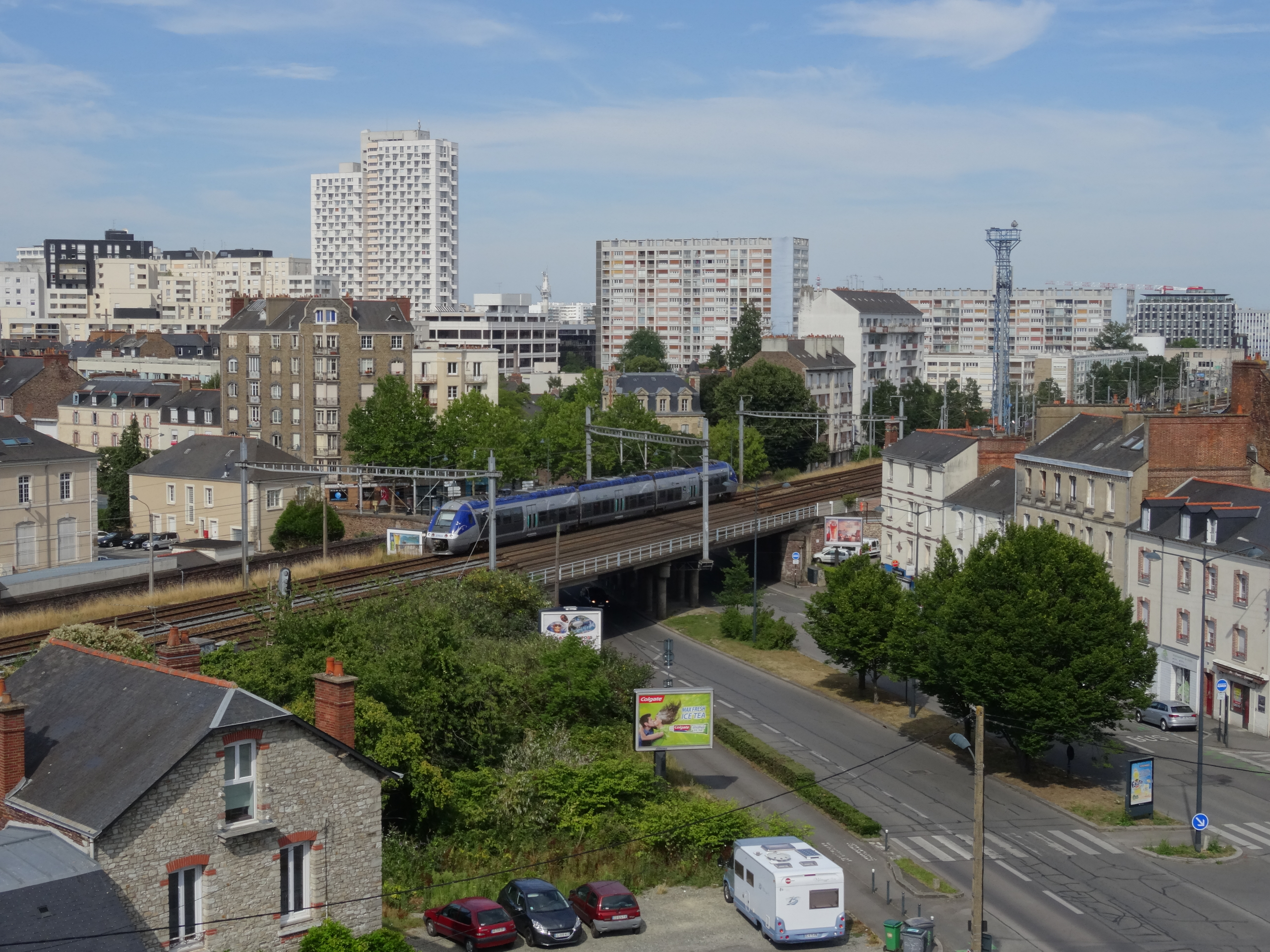
Pont de Nantes

### Voies principales
- boulevard Georges Pompidou
- rue de Mauconseil
- rue de Nantes
- rue de la Paix

## La Binquenais
C'est en superficie un des plus petits quartiers rennais. Architecturalement parlant, il est néanmoins assez distinct des autres sous-quartiers formant Sud-Gare. Il s'agit d'une zone principalement pavillonnaire au sud du quartier. Contrairement aux trois autres sous-quartiers déjà largement urbanisés dans la première moitié du XXe siècle, La Binquenais ne l'est que dans la seconde moitié. L'implantation la plus emblématique concerne les maisons Castor et Notre-Foyer, entre les boulevard Louis Volcair et Gaëtan Hervé. Les maisons Castor, situées entre la rue de Chatillon et la rue Albert Gérard sont un ensemble de 170 maisons strictement identiques construites entre 1953 et 1958 en auto-construction. Les maisons Notre-Foyer, situées entre la rue Albert Gérard et le collège de la Binquenais, ont été construites à la même période et dessinées par l'architecte Georges Maillols. Il s'agit d'une zone à l'origine ouvrière, qui accueille désormais les classes moyennes en raison des divers atouts du quartier, avec la présence de commerces et la proximité du métro. L'angle nord-ouest du quartier est en effet parfois appelé informellement Clemenceau du nom de la station de métro et du boulevard qui borde le nord du quartier. Autour de cette station on trouve un espace piéton qui entoure l'hôtel d'agglomération de Rennes Métropole et qui borde un secteur plus densément peuplé avec des immeubles entre 5 et 10 étages. Outre le métro, le quartier est desservi par la ligne 13 qui dessert davantage le cœur du quartier. La Binquenais est également traversée par les boulevards de l'Yser et Oscar Leroux où donne la façade d'une des plus grandes barres d'habitations de la ville, connue pour enjamber la rue de la Binquenais. Toujours sur le boulevard Oscar Leroux, au 26, on trouve une imposante tour d'habitation de 62 mètres de haut. À proximité de ces structures se situe le groupe scolaire La Binquenais qui marque le début du quartier Italie.

### Commerces et équipements
- Hôtel de Rennes Métropole
- Station de métro Clemenceau
- Jardin de la Binquenais

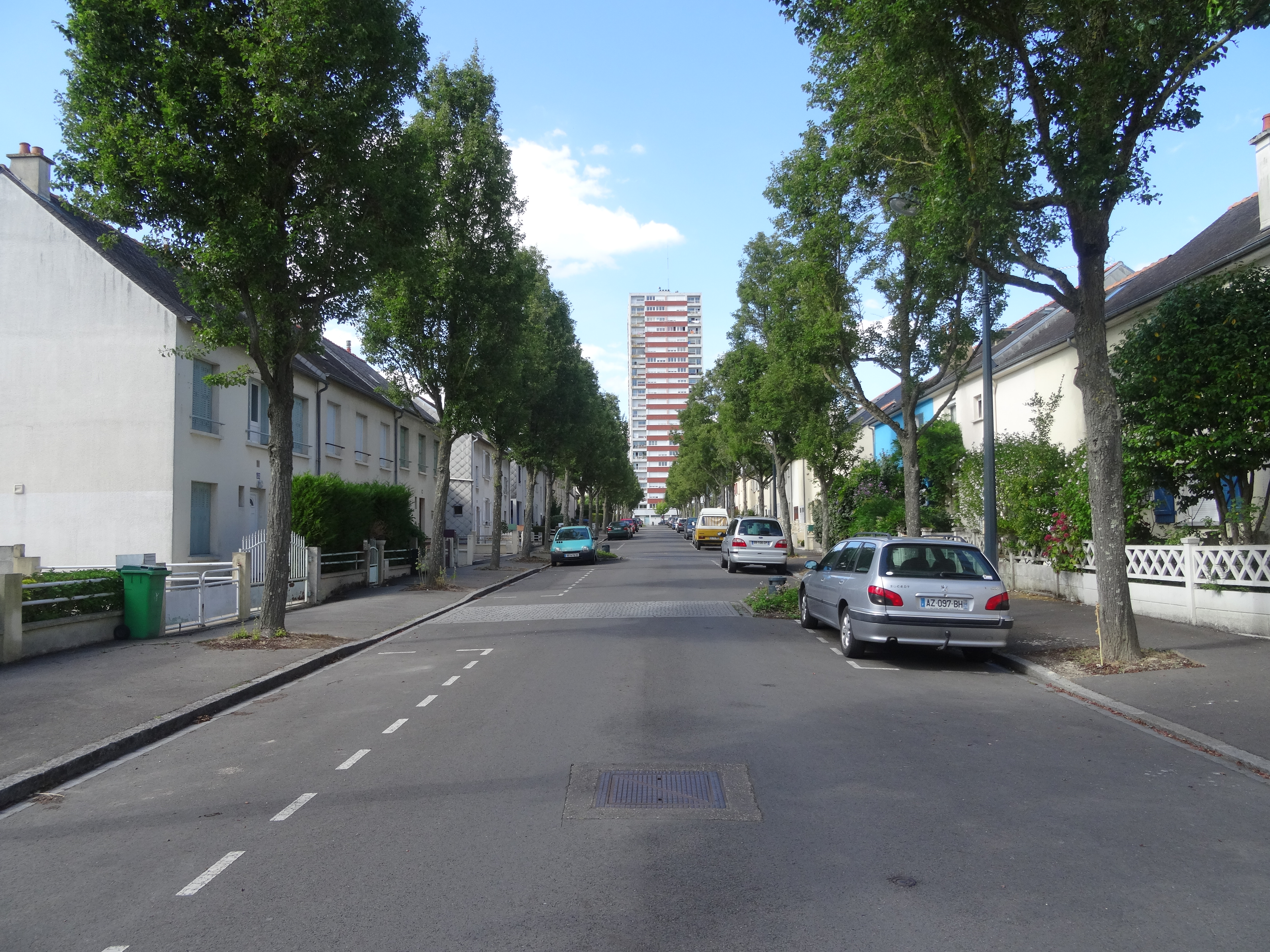
Rue Francis Mariotte, cité Notre-Foyer, avec au fond la tour du 26 boulevard Oscar Leroux
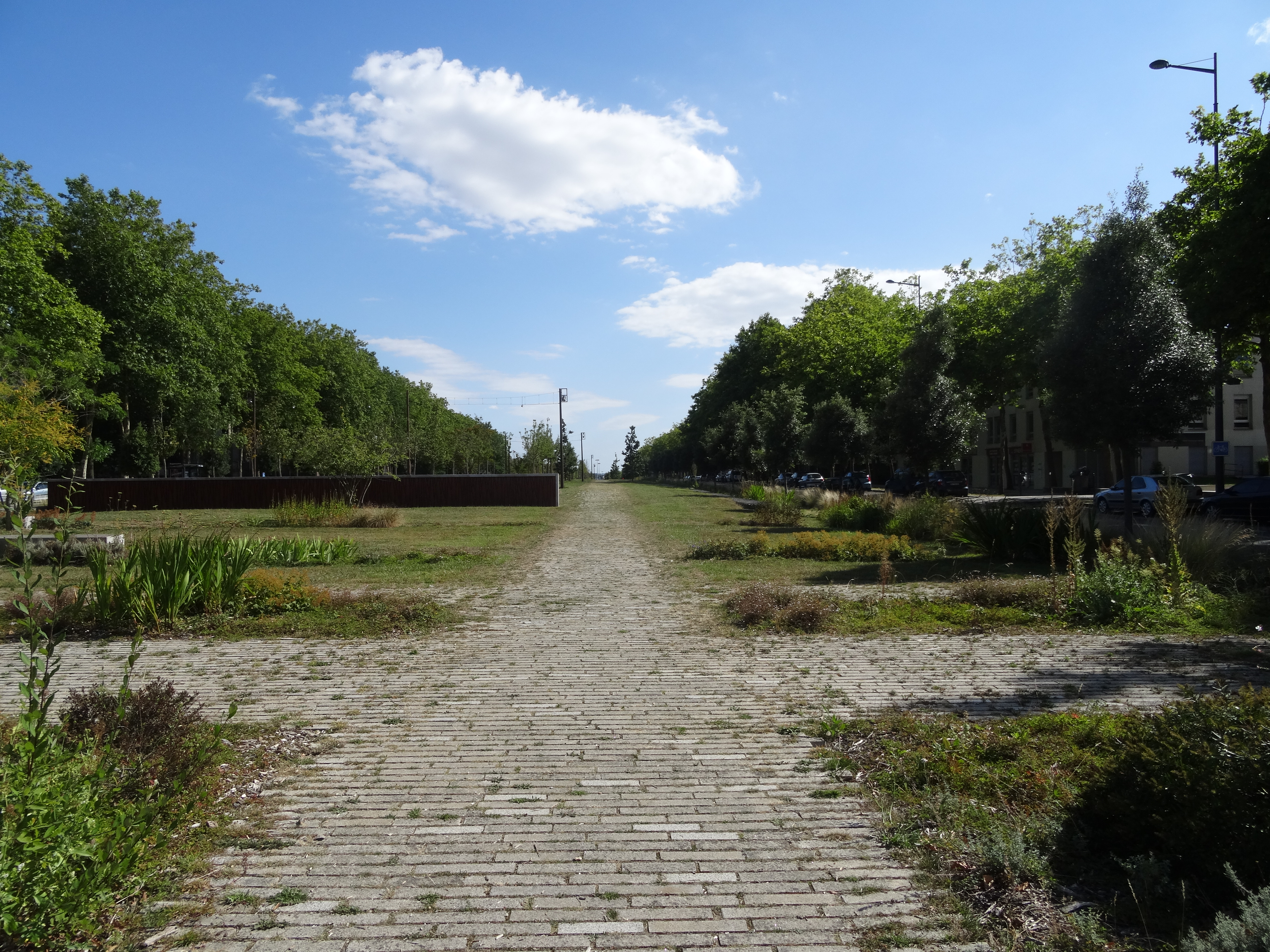
Le verger de l'avenue Henri Fréville qui marque la limite ouest du quartier
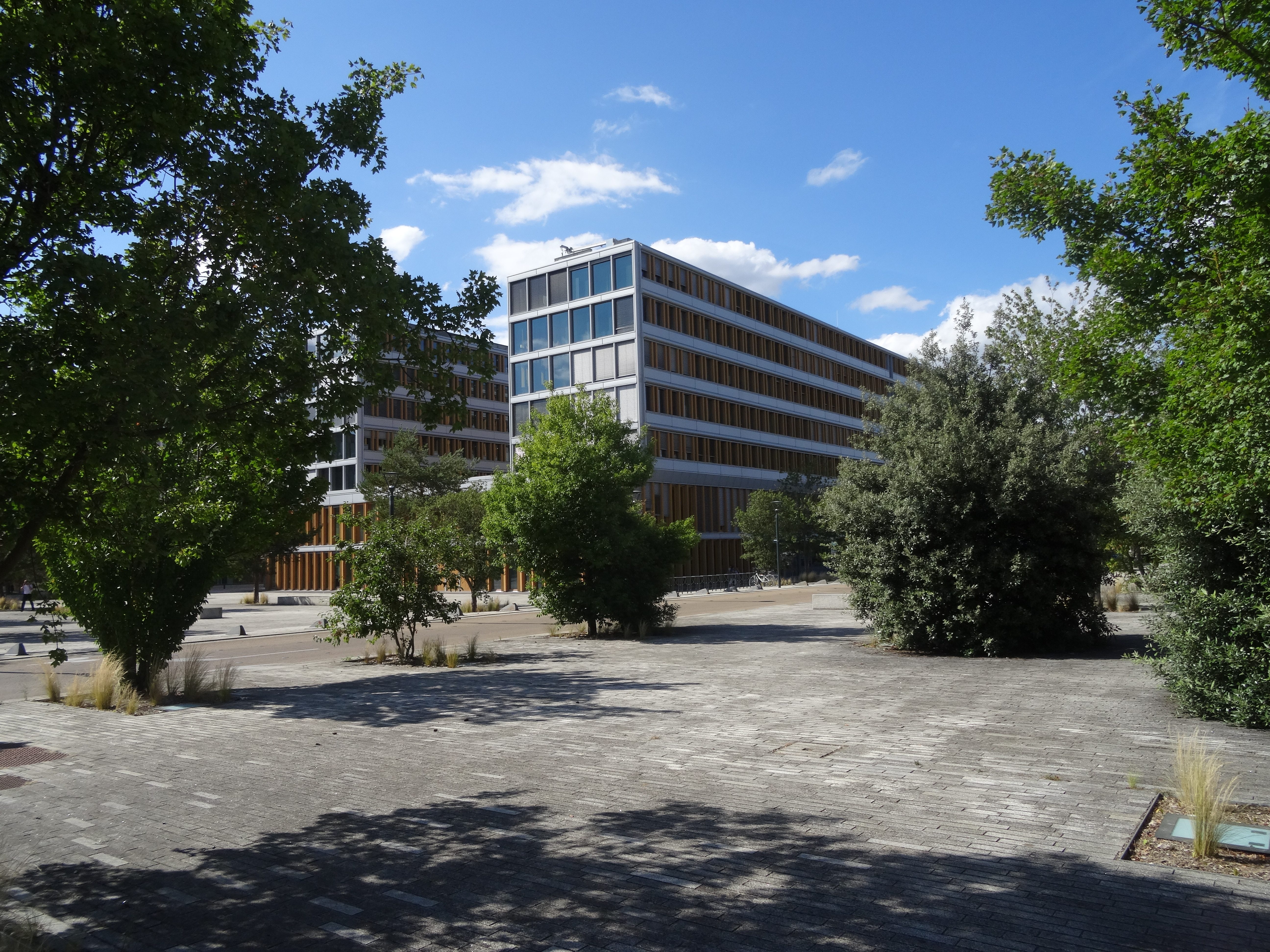
Place de la Communauté, siège de Rennes Métropole et station Clemenceau
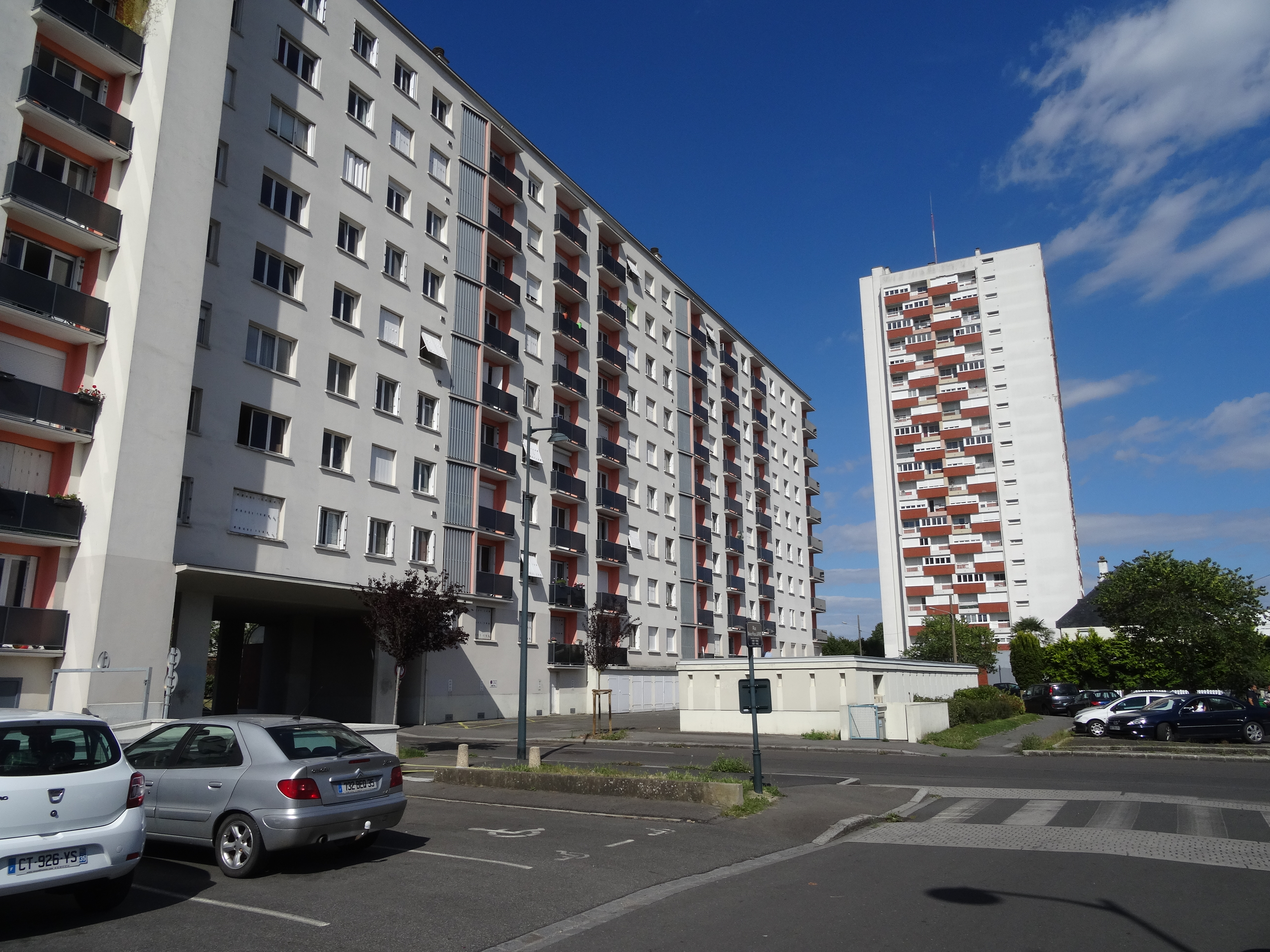
Les deux imposants immeubles du nord du quartier

### Voies principales
- rue de Châtillon
- boulevard Gaëtan Hervé
- avenue Henri Fréville
- boulevard Oscar Leroux